# Dennis Seimen
Dennis Seimen (* 1. Dezember 2005 in Heilbronn) ist ein deutsch-rumänischer Fußballtorhüter. Er steht beim VfB Stuttgart unter Vertrag und ist in der Saison 2025/26 an den Zweitligisten SC Paderborn 07 ausgeliehen.

## Karriere

### Vereine
Seimen spielte in der Jugend ab 2009 zunächst für den FC Heilbronn, bevor er ab 2013 zwei Jahre lang für den Karlsruher SC aktiv war. 2015 wechselte er zum VfB Stuttgart. In der B-Junioren-Bundesliga 2021/22 wurde Seimen mit dem VfB U17-Vizemeister, als er im Endspiel für seine Mannschaft das erste Tor des Elfmeterschießens selbst erzielt hatte. Nachdem er in der Schlussphase der Bundesligasaison 2022/23 erstmals dem Spieltagskader der ersten Mannschaft angehört hatte, wurde Seimen zur folgenden Saison ein fester Bestandteil des Stuttgarter Bundesliga-Kaders. Mit der zweiten Mannschaft des VfB Stuttgart gewann Seimen in der Spielzeit 2023/24 in der Regionalliga Südwest die Meisterschaft und erreichte somit den Aufstieg in die 3. Liga.
Sein Profidebüt gab Seimen für den VfB II am 3. August 2024 am 1. Spieltag der Drittligasaison 2024/25 gegen Hansa Rostock. Am 13. September 2024 verlängerte er seinen Vertrag mit dem VfB Stuttgart bis Ende Juni 2029.
Zur Saison 2025/26 wechselte Seimen für ein Jahr auf Leihbasis in die 2. Bundesliga zum SC Paderborn 07.

### Nationalmannschaft
Seimen war bei der U17-Europameisterschaft 2022 der Stammtorhüter der deutschen U17-Nationalmannschaft. Dabei erreichte er das Viertelfinale, in dem er gegen Frankreich im Elfmeterschießen ausgeschieden ist.